# Club d'escrime de Monastir
Le Club d'escrime de Monastir (CEM) est un club d'escrime tunisien évoluant en championnat de Tunisie. Le club voit le jour en avril 2010 comme une section du Ribat sportif de Monastir. Le 27 janvier 2012, le club devient indépendant sous son nom actuel, sous la présidence de Takoua Sekma Rehim, l'ancienne présidente de la section d’escrime du RSM.

## Histoire
Depuis la création du CEM, le club détient trente médailles nationales, remportées dans toutes les catégories (sauf vétéran), ainsi que de huit médailles internationales obtenues aux championnats d'Afrique et aux Jeux africains.
En 2015, le club organise la première édition du tournoi international de Monastir, en hommage à l'escrimeuse Hayet Besbes.

## Palmarès
| Seniors                                | Or (10) | Argent (2)                                | Bronze (1)                                |
| Championnats d'Afrique Six médailles   | Haïfa Jabri, par équipes en 2016 (fleuret) · Ahmed Ferjani, par équipes en 2015 (sabre) · Haïfa Jabri, par équipes en 2015 (fleuret) · Azza Besbes, individuel en 2014 (sabre) · Azza Besbes, par équipes en 2014 (sabre) |                                           | Haïfa Jabri, individuel en 2016 (fleuret) |
| Jeux africains Deux médailles          | Haïfa Jabri, par équipes en 2015 (fleuret) | Haïfa Jabri, individuel en 2015 (fleuret) |                                           |
| Championnats de Tunisie Cinq médailles | Ghada Ferjani, individuel en 2016 (fleuret) · Haïfa Jabri, individuel en 2014 et 2015 (fleuret) · Azza Besbes, individuel en 2014 (sabre)                                                                                 | Équipe (hommes) en 2015 (épée)            |                                           |

## Direction

### Bureau directeur
- Présidente (depuis 2012) : Takoua Sekma Rehim
- Vice-président : Nourddine Allegue

### Maîtres d'armes
| Date                  | Nom               | Pays    |
| --------------------- | ----------------- | ------- |
| avr. 2010 - jan. 2011 | Abdelkarim Zaabi  | Tunisie |
| 2011                  | Tarak Sahlewi     | Tunisie |
| 2011 - 2012           | Cristien Clément  | France  |
| 2012                  | Jawher Miled      | Tunisie |
| 2012 - 2013           | Haïfa Jabri       | Tunisie |
| depuis 2013           | Anis Hammami      | Tunisie |
| 2015                  | Ahmed Aziz Besbes | Tunisie |
| 2015                  | Sofien Khalil     | Tunisie |

## Escrimeurs notables
- Mohamed Aziz Ben Smida
- Mohamed Mehdi Akremi
- Azza Besbes
- Mohamed Aziz Jallouli
- Mohamed Allegue
- Haïfa Jabri
- Ghada Ferjani
- Zeineb Ghedira
- Sarra Hadhri
- Ahmed Aziz Besbes
- Ahmed Ferjani